# Pinnixa tubicola
Pinnixa tubicola is een krabbensoort uit de familie van de Pinnotheridae. De wetenschappelijke naam van de soort is voor het eerst geldig gepubliceerd in 1894 door Holmes.